# Kedia
Kedia est une ville du Botswana.